# Petticoat Hill
Petticoat Hill (deutsch Petticoat-Hügel) ist ein 60 Acres (24,3 ha) umfassendes Naturschutzgebiet rund um die gleichnamige, 1.181 ft (360 m) hohe Erhebung in der Nähe von Williamsburg im Bundesstaat Massachusetts der Vereinigten Staaten. Es wird von der Organisation The Trustees of Reservations verwaltet.

## Schutzgebiet
Der Legende nach lebte einst eine Familie mit sieben Töchtern auf dem Hügel, und jede von ihnen trug fünf Petticoats. An jedem Montag war Waschtag, an dem die Familie ihre Wäsche auf langen Leinen zum Trocknen aufhängte. Die 35 im Wind wehenden Petticoats waren meilenweit zu sehen und gaben dem Hügel seinen Namen.
Der Petticoat Hill gehört innerhalb der Berkshire Mountains zu einer Gruppe von drei Hügeln, die mehr als 1.000 ft (304,8 m) über Williamsburg aufragen. Im späten 18. Jahrhundert war dies der bevölkerungsreichste Teil der Stadt, in dem rege Landwirtschaft betrieben wurde. Da die Weide- und Ackerflächen keinen Baumbestand aufwiesen, waren vom höchsten Punkt des Hügels aus noch im 19. Jahrhundert der Mount Tom, der Connecticut River und die Stadt Holyoke zu sehen. Mit dem Ende der Landwirtschaft kehrte der Wald zurück, so dass heute die Aussicht durch Bäume verdeckt wird. Die Artenvielfalt ist dabei sehr hoch und reicht von Hemlocktannen und Weymouth-Kiefern über Rot- und Färber-Eichen, Gelb- und Schwarz-Birken sowie Zucker- und Rot-Ahorn bis hin zu Hickory. Einige der Bäume zählen mit einer Größe von mehr als 110 ft (33,5 m) zu den höchsten der Region. Für Besucher stehen 1,5 mi (2,4 km) Wanderwege zur Verfügung.